# Hercule à la cour d'Omphale
Hercule à la cour d'Omphale est un tableau réalisé en 1537 par le peintre de la Renaissance allemande Lucas Cranach l'Ancien. Cette huile sur bois de hêtre est une peinture mythologique qui représente Hercule un fuseau à la main en train d'être habillé en femme par trois servantes d'Omphale, laquelle regarde le spectateur depuis le bord droit de la composition. Cette œuvre est conservée à la Fondation Bemberg, à Toulouse, en France, mais Cranach en a signé plusieurs versions qui demeurent dans d'autres collections.

## Autres versions

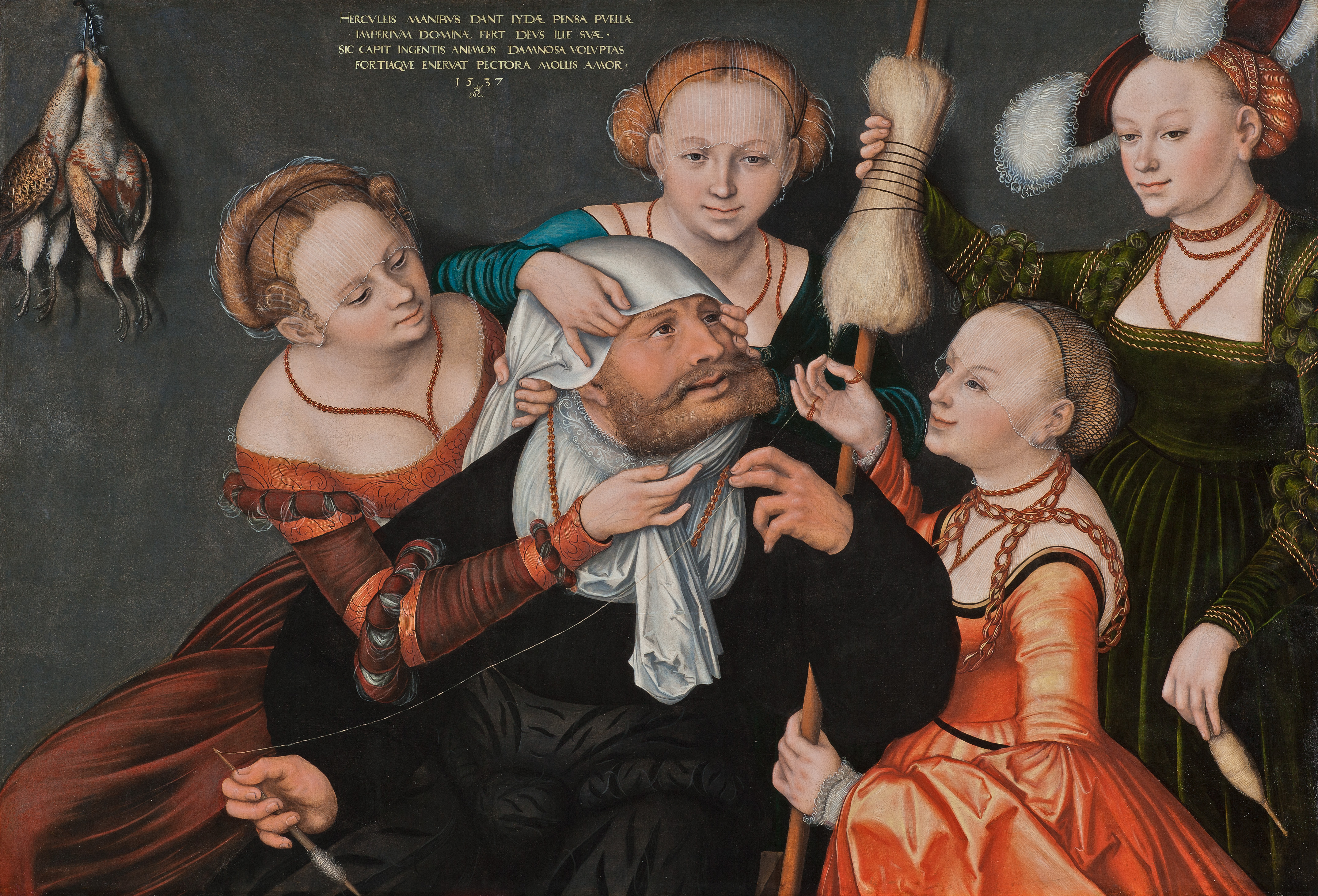
Musée Herzog Anton Ulrich, Brunswick
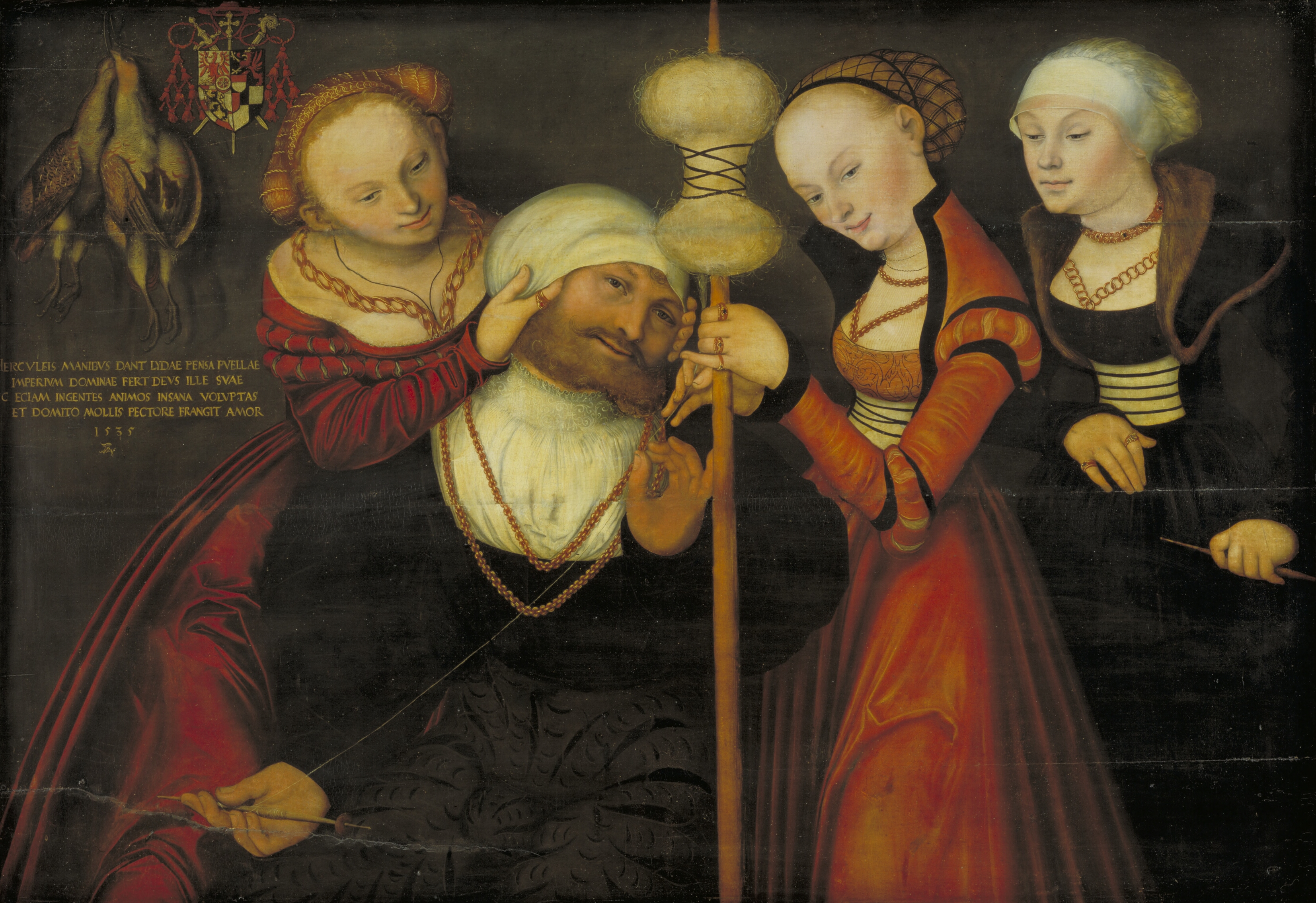
Statens Museum for Kunst, Copenhague
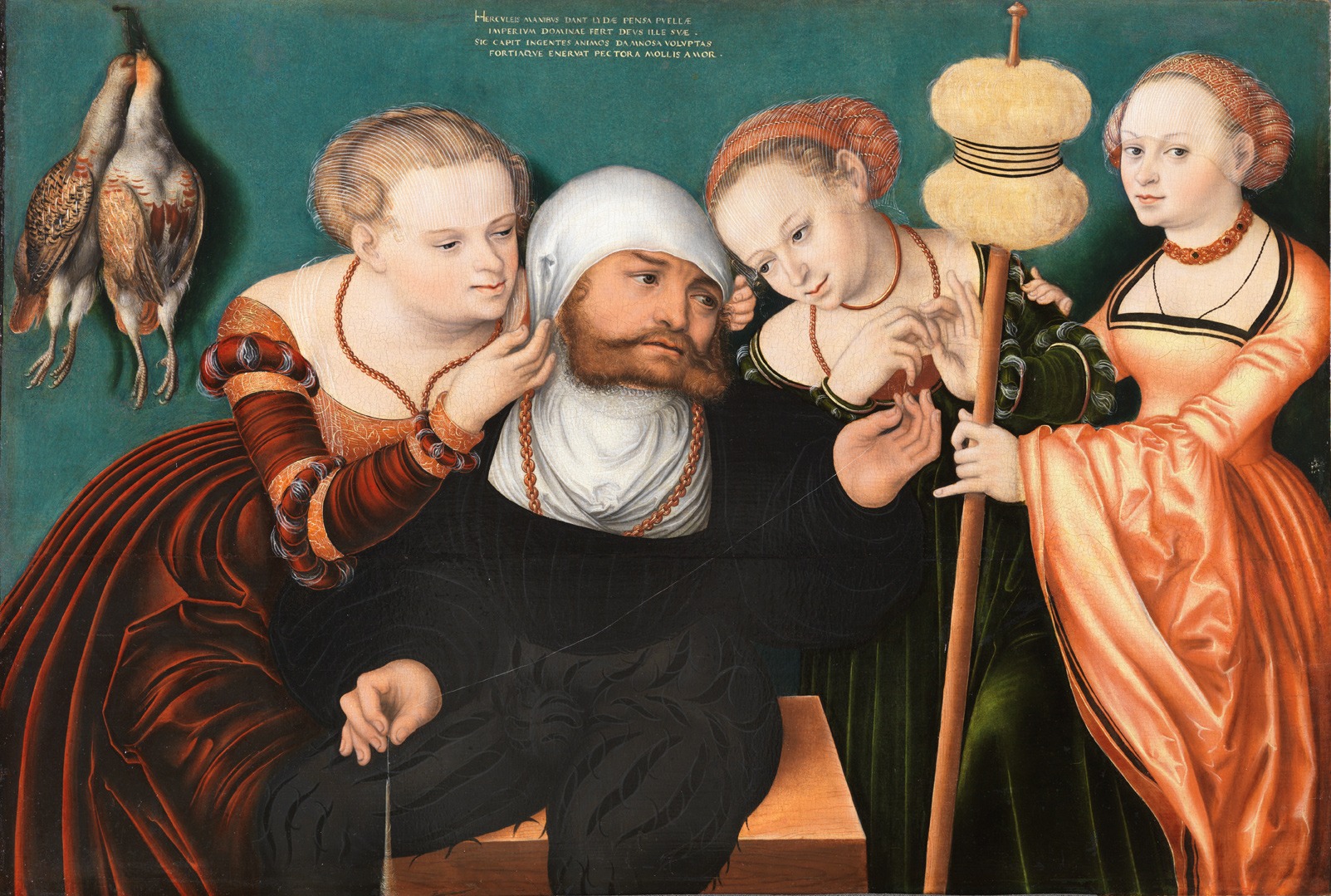
Musée Thyssen-Bornemisza, Madrid
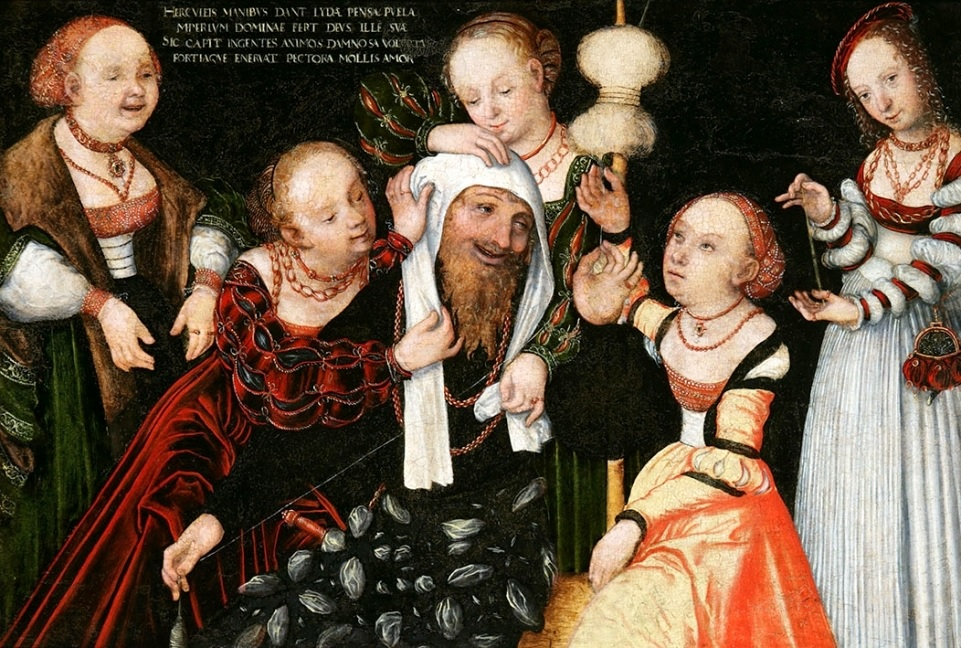
Musée national de Poznań, Poznań
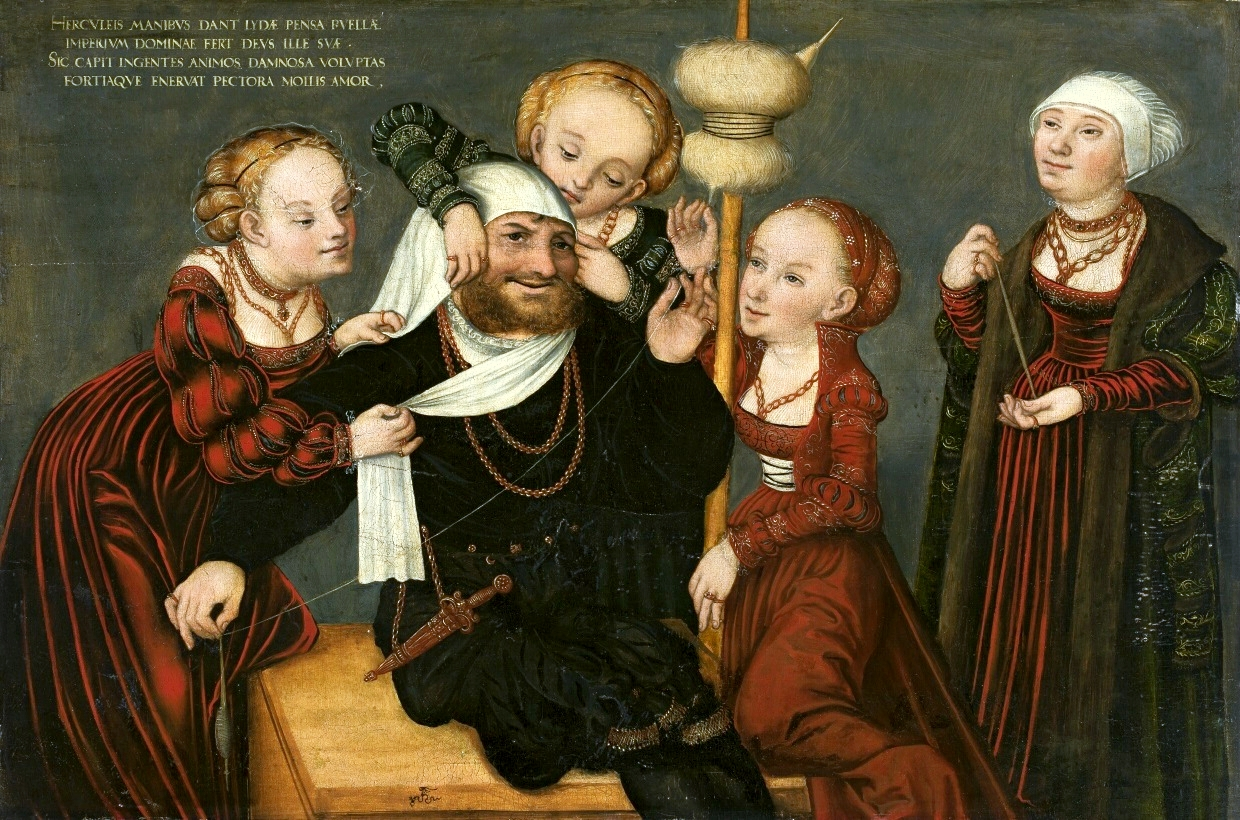
Musée national de Varsovie, Varsovie
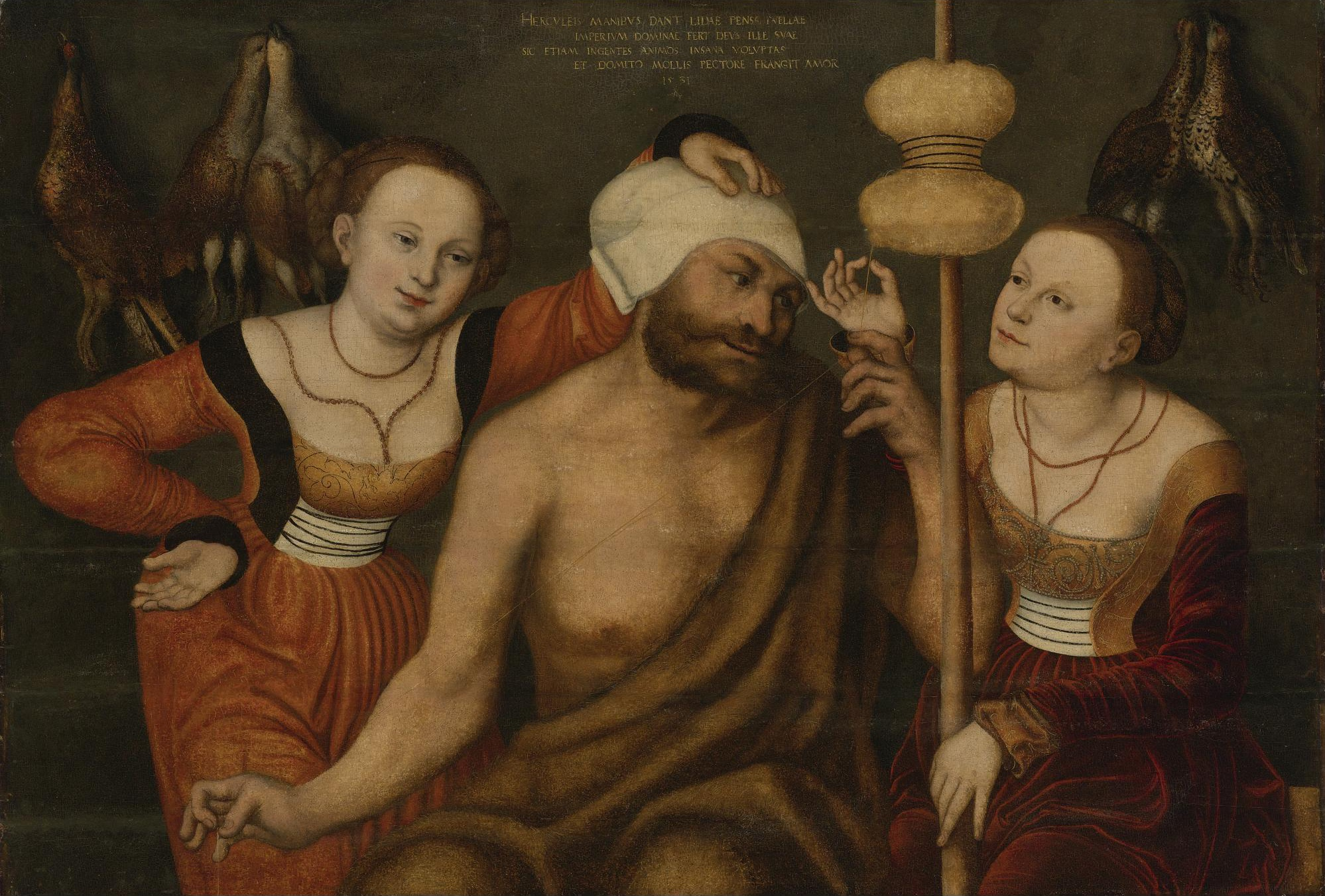
Collection privée